# Sciobia batnensis
Sciobia batnensis är en insektsart som först beskrevs av Pierre Adrien Prosper Finot 1893.  Sciobia batnensis ingår i släktet Sciobia och familjen syrsor. Inga underarter finns listade i Catalogue of Life.